# Марс-2000
Судно на воздушной подушке «Марс-2000» — предназначено для круглогодичных перевозок пассажиров в светлое время суток, на грунтовых и заснеженных поверхностях без ограничения их несущей способности при температуре наружного воздуха от −25° до +40° С, на реках в период ледохода и ледостава.
«Марс-2000» оснащен двумя двигателями и двумя маршевыми винтами, обеспечивающими повышенную безопасность хода при перемещении на дальние расстояния. Благодаря улучшенной аэродинамике и скеговой конструкции, «Марс-2000» имеет пониженное брызгообразование при маневрировании и движении. Это особенно важно при эксплуатации судна в зимних условиях, так как способствует снижению обмерзания корпуса и маршевых винтов судна, предохраняя его от увеличения расхода топлива и ухудшения управляемости, а также препятствуя возможности разрушения маршевых винтов из-за их разбалансированности, вызванной наледью.
| Наименование                                   | Показатель                        |
| ---------------------------------------------- | --------------------------------- |
| Длина габаритная, м                            | 13,03                             |
| Ширина габаритная, м                           | 4,96                              |
| Высота габаритная с мачтой, м                  | 4,08                              |
| Ширина металлического корпуса, м               | 3,60                              |
| Водоизмещение полное, кг                       | 5910                              |
| Водоизмещение порожнем, кг                     | 3850                              |
| Экипаж, чел.                                   | 2                                 |
| Пассажировместимость, чел.                     | 18-20                             |
| Двигатель                                      | два дизельных двигателя IVECO F1C |
| Мощность, л. с.                                | 2х175                             |
| Эксплуатационная скорость, км/ч                | 50                                |
| Максимальная скорость на воде, км/ч            | не менее 60                       |
| Дальность хода, км                             | 500                               |
| Высота преодолеваемого вертикального уступа, м | 0,4                               |
| Ёмкость топливного бака, л                     | 540                               |
| Материал корпуса                               | алюминиевый сплав                 |